# گاسترینوما
گاسترینوما (انگلیسی: Gastrinoma) تومورهای نوراندوکرین (NETs) هستند که معمولاً در دوازدهه یا لوزالمعده قرار دارند و گاسترین ترشح می‌کنند و باعث ایجاد سندرم بالینی به نام سندرم زولینگر-الیسون (ZES) می‌شوند. بیشتر این تومورها در لوزالمعده یا دوازدهه با فراوانی تقریباً برابر ایجاد می‌شوند و تقریباً ۱۰٪ به صورت نئوپلاسم‌های اولیه در غدد لنفاوی ناحیه پانکراتیکودئودنوم (مثلث پاسارو) ایجاد می‌شوند.
این تومورها در غالب موارد، تک‌گیر هستند (۷۵–۸۰٪)، در حالی که تقریباً ۲۰–۲۵٪ با نئوپلازی متعدد آندوکرین نوع ۱ (MEN-1) همراه هستند. بیش از ۵۰ درصد گاسترینوماها بدخیم هستند و می‌توانند به غدد لنفاوی منطقه‌ای و کبد متاستاز دهند. یک چهارم گاسترینوماها با نئوپلازی متعدد آندوکرین نوع ۱، سندرم زولینگر-الیسون و بیماری زخم گوارشی مرتبط هستند.

## علائم و نشانه‌ها
گاسترینوما در مراحل اولیه علائم و نشانه‌های سوءهاضمه یا سندرم روده تحریک‌پذیر (IBD) را دارند. علائمی همچون:
- افزایش گاسترین خون[۳]
- زخم گوارشی راجعه و مقاوم‌به‌درمان در دوازدهه[۳]
- اسهال[۷][۲][۳]
- علاوم عمومی سرطان
- درد شکمی[۳]
- خون‌ریزی گوارشی[۳]
- انسداد روده[۸]
- کاهش وزن[۳]/اشتهای ضعیف
- کم‌خونی (به دلیل کم‌خونی پرنیشیوز، سوءجذب و خونریزی)
- استفراغ خونی[۹]
- رفلاکس معده[۱۰][۳]
- مشکلات مِری (مری بارت، التهاب مری، تنگی مری)[۱۱]
- استفراغ
- مدفوع چرب[۶]

## تشخیص
در بسیاری از موارد، گاسترینوما بر اساس سابقه و شرح حال بیمار تشخیص داده می‌شود که معمولاً با دوره‌های مکرر و عودکنندهٔ بیماری زخم گوارشی یا با ازوفاژیت ناشی از ریفلاکس شدید و/یا اسهال یا علائم مرتبط با اسید که به رژیم‌های درمانی استاندارد پاسخ نمی‌دهند، مشخص می‌شود. برای تأیید تشخیص گاسترینوما باید تعدادی آزمایش خون هم انجام شود. یکی از این آزمایش‌ها سنجش میزان گاسترین سرم است که مطمئن‌ترین آزمایش برای بیماران مبتلا به گاسترینوما محسوب می‌شود. سطح طبیعی گاسترین حدود ۱۵۰ پیکوگرم/میلی‌لیتر (بیشتر ۷۲٫۱۵ پیکومول/لیتر) است؛ بنابراین سطوح بالای ۱۰۰۰ پیکوگرم/میلی‌لیتر (بیشتر از ۴۸۰ پیکومول/لیتر) تشخیص گاسترینوما را مسجل می‌کند. آزمایش دیگری که می‌توان انجام داد، آزمایش تحریک ترشح گاسترین با سکرتین است که در بیمارانی که علائم و نشانه‌های گاسترینوما را دارند اما سطح گاسترین کمتر از ۱۰۰۰ پیکوگرم/میلی‌لیتر است مفید است. معمولاً این کار با تزریق داخل وریدی یک‌جای ۲ میکروگرم بر کیلوگرم سکرتین و سپس اندازه‌گیری سطح خونی گاسترین در فواصل ۱۰ دقیقه‌ای تا ۳۰ دقیقه انجام می‌شود. سکرتین، هورمونی است که از «سلول‌های اِس» دوازدهه آزاد می‌شود و باعث آزاد شدن بی‌کربنات لوزالمعده (HCO3) می‌شود که محیط اسیدی روده را (که به دلیل سطوح بالای گاسترین رخ داده) خنثی می‌کند؛ بنابراین، اگر علیرغم تجویز سکرتین سطح گاسترین بیمار به‌طور مداوم بالا بماند، نشان دهنده آزاد شدن گاسترین از یک تومور همچون گاسترینوما است.
سایر آزمایش‌های رایج برای تأیید بیشتر تشخیص عبارتند از:
- سی‌تی اسکن ناحیه شکم
- سینتی‌گرافی گیرنده سوماتوستاتین که برای شناسایی محل تومور
- اسکن PET
- سونوگرافی آندوسکوپی در صورت عدم وجود علائم متاستاز تومور.[۱۳]

## درمان
جراحی خط اول درمان در گاسترینوما است. با این حال در بیشتر موارد درمان قطعی نیست.
- مهارکننده‌های پمپ پروتون مانند امپرازول. این گروه از داروها ترشح اسید را سرکوب می‌کنند.
- آنتاگونیست گیرنده H2 به‌طور مشابه ترشح اسید را کاهش می‌دهد.
- تزریق اوکتروتاید به‌طور مستقیم هورمون سوماتوستاتین را آزاد می‌کند که آن هم رهاسازی گاسترین را مهار می‌کند.
- شیمی درمانی

## پیش‌آگهی بیماری
بیماران مبتلا به گاسترینوما که به عنوان بخشی از تومورهای نورواندوکرین نیز شناخته می‌شوند، باید با دو مشکل مرتبط با این تومور دست و پنجه نرم کنند. اول، کنترل مقادیر زیاد گاسترین با استفاده از داروهایی که تولید آن را مهار می‌کنند. دوم جلوگیری از پیشرفت تومور. احتمال بدخیمی شدن گاسترینوما بین ۶۰ تا ۹۰ درصد است. بیمارانی که به دنبال درمان‌های پزشکی از جمله مصرف داروهای ضد زخم نیستند، میزان عود و مرگ و میر بالایی دارند که ثانویه به زخم‌های گوارشی فراوان و مقاوم به درمان است. پیش‌آگهی گاسترینوما بستگی به میزان متاستاز تومور دارد. اگر بیماران با متاستازهای کبدی مراجعه کنند، ممکن است طول عمری در حدود یک سال داشته باشند و نرخ بقای پنج ساله‌شان ۲۰ تا ۳۰٪ است. در بیماران مبتلا به تومور موضعی یا گسترش موضعی به غدد لنفاوی، میزان بقای پنج ساله ۹۰٪ است. در نهایت، برداشتن تومور موضعی با جراحی می‌تواند منجر به بهبودی کامل بدون عود در ۲۰ تا ۲۵ درصد از بیماران منجر شود.

## همه‌گیرشناسی
گاسترینوما دومین تومور شایع فعال نورواندوکرین لوزالمعده (pNET) است که شیوع سالانه آن تقریباً ۰٫۵ تا ۲۱٫۵ مورد در هر میلیون نفر در سراسر جهان است. گاسترینوما بیشتر در دوازدهه (۷۰٪) و لوزالمعده (۲۵٪) قرار دارند. گاسترینوماهای پانکراس بزرگتر از همتایان دوازدهه خود هستند، ممکن است در هر بخشی از لوزالمعده رخ دهند و حدود ۲۵ درصد از تومورهای نوراندوکرین لوزالمعده را تشکیل می‌دهند. گاسترینوما همچنین شایع‌ترین تومورهای فعال و بدخیم غدد درون ریز لوزالمعده هستند. آنها با ترشح بیش از حد گاسترین که منجر به زخم معده و اسهال می‌شود مشخص می‌شوند. این وضعیت به عنوان سندرم زولینگر-الیسون شناخته می‌شود.